# Hegysúr
Hegysúr (szlovákul Hrubý Šúr) község Szlovákiában, a Pozsonyi kerületben, a Szenci járásban.

## Fekvése
Szenctől 6 km-re délre, a Kis-Duna bal partján fekszik.

## Története
A régészeti leletek tanúsága szerint területe már a kőkorszakban lakott volt. A különböző korú leletek a község területén egészen a 7. századig megtalálhatók. Csandal nevű részén 1952-ben mélyszántás közben különböző korszakból származó emberi maradványokat tártak fel. Kerektó nevű településrészén a 8. és 11. század között használt temetőre bukkantak.
A mai települést 1245-ben Swr alakban említik először. Egy 1256-ból származó oklevél szerint birtokosa a Súr nembeli Bloch magiszter volt. Ezután különböző helyi nemesek, mint a Jókay, Feély és Szüllő családok birtoka. A 15. században a Pethő és Csorba, később az Illésházy, Sághy és Pálffy családoké. A Pálffyak egészen a 20. századig a község birtokosai. Hegysúr néven 1524-ben II. Lajos király oklevelében bukkan fel először. Lakói főként mezőgazdasággal és állattartással foglalkoztak.
1858-ban a faluban hatalmas tűzvész pusztított. 1863-ban 48 ház állt a községben 311 lakossal.
Vályi András szerint "HEGYSÚR. Magyar falu Posony Várm. lakosai katolikusok, és lutheránusok, a’ Posonyi Vár fő kapitányságához tartozik, Bot Szeggel határos északra. Földgyei két időre vannak fel osztva, kevés réttye, és mezeje van."
Fényes Elek szerint "Súr (Hegy), magyar falu, Poson vgyében, a kis Duna partján, Szenczhez 1 órányira, 608 kath., 39 ref., 5 zsidó lak., sok gyümölcscsel, erdővel, jó legelővel. F. u. gr. Pálffy család senioratusa. Ut. p. Cseklész."
A trianoni békeszerződésig Pozsony vármegye Szenci járásához tartozott.

## Népessége
| Év:            | 1994. | 2004.   | 2014.    | 2024.    |
| -------------- | ----- | ------- | -------- | -------- |
| Emberek száma: | 596   | 647     | 860      | 1128     |
| Eltérés:       |       | +8,55 % | +32,92 % | +31,16 % |

| Év:            | 2023. | 2024.   |
| -------------- | ----- | ------- |
| Emberek száma: | 1110  | 1128    |
| Eltérés:       |       | +1,62 % |

1880-ban 348 lakosából 312 magyar, 14 német, 13 szlovák anyanyelvű, 1 idegen és 8 csecsemő volt. Ebből 262 római katolikus 48 református, 26 zsidó és 12 evangélikus vallású.
1910-ben 415 lakosából 405 magyar, 10 szlovák anyanyelvű.
1991-ben 607 lakosából 501 magyar volt.
2001-ben 634 lakosából 471 magyar volt.
2011-ben 756 lakosából 457 magyar és 270 szlovák.

## Iskolája
„1906-os évig Hegysúron nem volt iskola, a gyerekek naponta Haszvárra (Egyházfára) jártak.” Ezekkel a szavakkal kezdődik Hegysúr iskolájának krónikája, amelybe 1926. május 25-én jegyeztek be először.

### Története
1903-ban már 60 iskolaköteles tanuló volt, ezért a helyi községi hivatal bizottsága úgy döntött, hogy elkezdi az iskola építését, amelyet az akkori magyar kultúrminiszter jóváhagyott.
Az iskolát a meghatározott időn belül be is fejezték, azonban az akkori helyzet miatt tanítót nem neveztek ki az iskola részére. Ezért a falu lakosai az öreg tanítót, Kiss Ferencet kérték fel, hogy tanítson. Elfogadta a felkérést. Az 1906-os évtől az első kinevezett tanító Juraj Vasilčin volt 1922-ig.
Az 1932/33-as tanévben 86 gyermek járt az iskolába. Ebből 62 magyar és 24 szlovák tanuló. Mivel a magyar tanulók már nem fértek el egy osztályban, a problémát meg kellett oldani. Azért, hogy a falunak ne kelljen új osztályt nyitnia, a felsőbb hatóság úgy döntött, hogy magyar oktatás csak a 4. évfolyamig lesz. Az 1933/34-es tanévben Pozsonyból megjött az engedély egy új magyar osztály megnyitására, tehát ebben az évben két magyar és egy szlovák osztály nyílt.
1936-ban kezdték el építeni a tanítói lakást az iskola mellett.
A háborús évek alatt  1938-tól 1945-ig  nem volt az iskola krónikája vezetve. A háború után az iskolát 1946. január 28-án nyitották meg újra, szlovák tannyelvű oktatással. A tanító Imrich Strelka volt.
1948/49-ben a sok iskolaköteles gyerek miatt már három tanítóra volt szükség. Az iskolában az 5. osztályig folyt a tanítás. Ebben az évben Heyder Eduard megalapította a helyi óvodát is. Egy évig középiskolai szintű oktatás is folyt a faluban. Utána Szencre jártak a középiskolás diákok.
Az 1950/51-es tanévtől  50 tanulóval  újra megnyílt a magyar tanítási nyelvű iskola. Ezekben az években előfordult, hogy havonta, évente cserélődtek a tanítók.
A magyar és a szlovák iskolások között is voltak pionírok (a 6–15 éves gyermekeket tömörítő, 1949. ápr. 24-én alakult Pionírszervezet tagjai), akik különböző szakkörökben dolgoztak. Pl.: tánckör, ügyes kezek köre. Részt vettek a május 1-je tiszteletére megrendezett versenyen, amelyen nagyon szép eredményeket értek el. 6 első helyet szereztek, tárgyi nyereményeket kaptak a pionírok.
Az iskola kapott 15 ár területű telket, ahol a tanulók zöldséget és virágokat termesztettek.
Az iskolában a kezdetektől fogva –  mindig az adott politikai helyzet szerint – gazdag kultúrtevékenység folyt. Például minden évben megünnepelték március 7-én az első csehszlovák elnök, T. G. Masaryk születésnapját. Ezen kívül a Télapót is érdekes programmal várták.
1964-ben a falu karanténban volt az állatok száj- és körömfájása miatt. Ekkor az iskolát is bezárták. Ebben az évben a szlovák 5. osztályt helyezték át Királyfára. Júniusban a helyi lakosok „brigádmunka” (társadalmi munka) keretében új iskolai vécéket és kabinetet kezdtek építeni.
1970. április 1-jén az iskola tanulói részt vettek a falu felszabadításának 25. évfordulójára készült emléktábla leleplezésén.
Mivel az akkori iskola épületének állapota már nem volt megfelelő, 1972 májusában elkezdődött az új iskola építése. Átadása 1974. január 3-án volt. Itt kapott helyet a helyi óvoda is. Az 1978/79-es tanévtől napközi otthon is működik az iskolában.
Ezek után az öreg iskola csupán néhány kultúrműsor (bálok, kiállítások, cirkuszi mutatványok) helyszínéül szolgált. De mivel egyre romlott az állapota, már veszélyes volt bemenni az épületbe. Csaknem 10 évig üresen állt. 2012-ben kezdődött el az átépítése iskolázási központtá, hogy legyen hol foglalkozni a természetbarát építkezéssel. A felújítás után, 2013-ban ismét megnyílt az épület a nagyközönség előtt. Az átépítők saját koncerttel szórakoztatták a résztvevőket. Ezen kívül a jelenlévők megnézhették a felújítás során történt változtatásokat.

### Az öreg iskolában oktató pedagógusok
| Év        | Pedagógus             |
| --------- | --------------------- |
| 1906-1922 | Juraj Vasilčin        |
| 1923-1933 | Damsky Ľudovít        |
| 1929-1930 | Cagalincová Zuzana    |
| 1930-1932 | Haruštiaková Katarína |
| 1932      | Madudová Emília       |
| 1933      | Zeraz Dezider         |
| 1934      | Szarka Júlia          |
| 1935      | Silló Bálint          |
| 1946      | Strelka Imrich        |
| 1946      | Machay Stanislav      |
| 1947-1948 | Kočiová Vitália       |
| 1947-1948 | Tarabová Mária        |
| 1947-1948 | Klimková Zita         |
| 1947-1948 | Pružinec Pavol        |
| 1948-1949 | Heyder Eduard         |
| 1948-1949 | Heyderová Helena      |
| 1950-1951 | Macsicza Ilona        |
| 1950-1951 | Heyder Eduard         |
| 1950-1951 | Heyderová Helena      |
| 1951-1953 | Kráľ Ján              |
| 1951-1953 | Masszonyi Margit      |
| 1951-1953 | Árva Mária            |
| 1952-1953 | Szakáll Eugen         |
| 1952-1953 | Szakáll Alica         |
| 1953-1954 | Duríček Pavel         |
| 1953-1954 | Farkašová Mária       |
| 1953-1954 | Szalay Gabriella      |
| 1953-1954 | Szalay Gyula          |
| 1955-1956 | Füle Lajos            |
| 1955-1956 | Žišek Vladimír        |
| 1957      | Katona Márta          |
| 1960      | Tóth Lívia            |
| 1960      | Sadloňová Bibiána     |
| 1960      | Hrivňáková Eva        |
| 1960-1964 | Andrássy Ferenc       |
| 1961      | Vincze Éva            |
| 1963      | Važanovičová Anna     |
| 1963      | Csadiová Emília       |
| 1964      | Bizmar Eva            |
| 1965-1968 | Priesolová Eva        |
| 1965-1968 | Cynzeriová Dóra       |
| 1965-1968 | Takács Erzsébet       |
| 1968-1991 | Steglík Gabriella     |
| 1968-1991 | Ruman István          |

## Nevezetességei

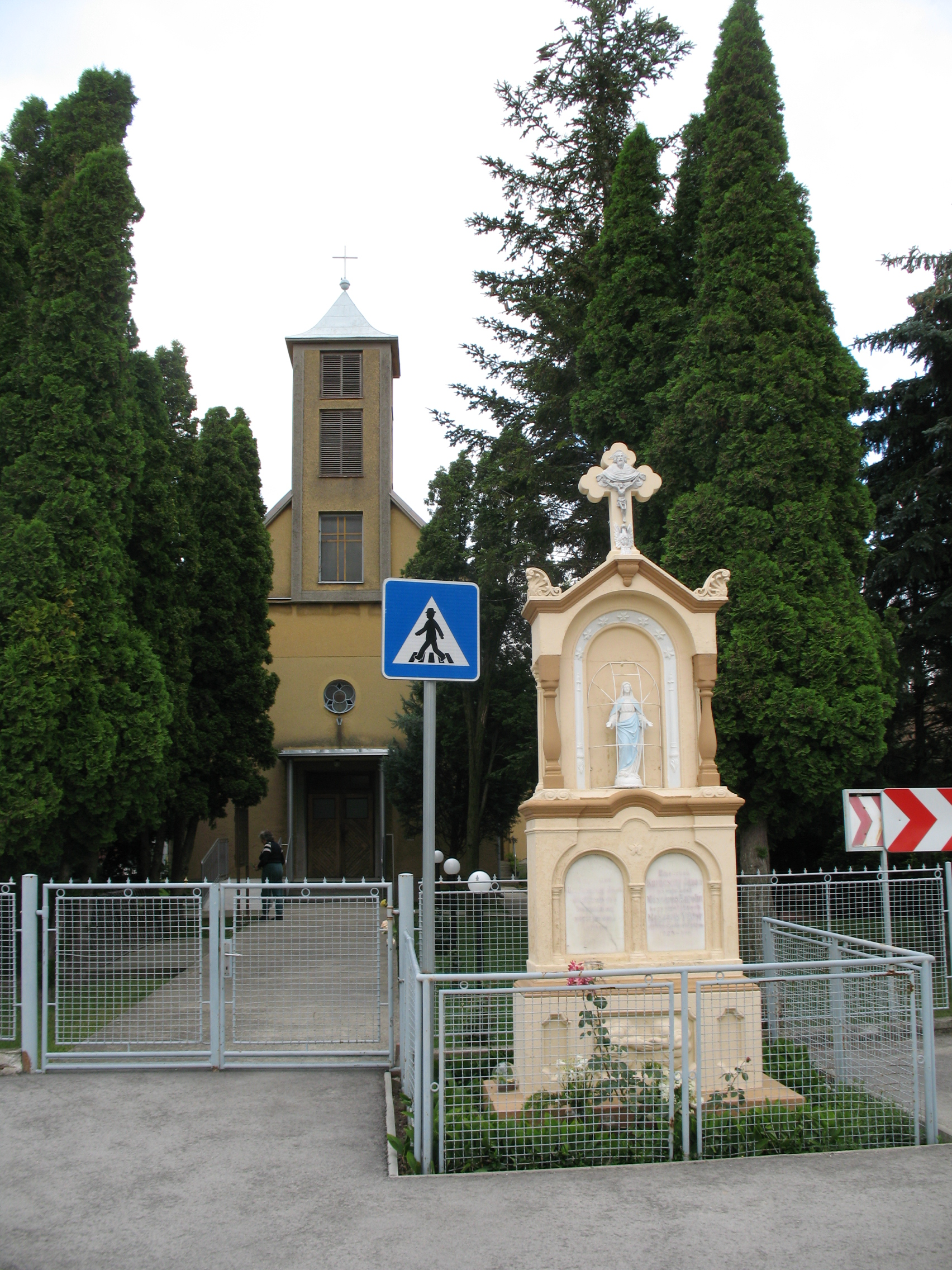
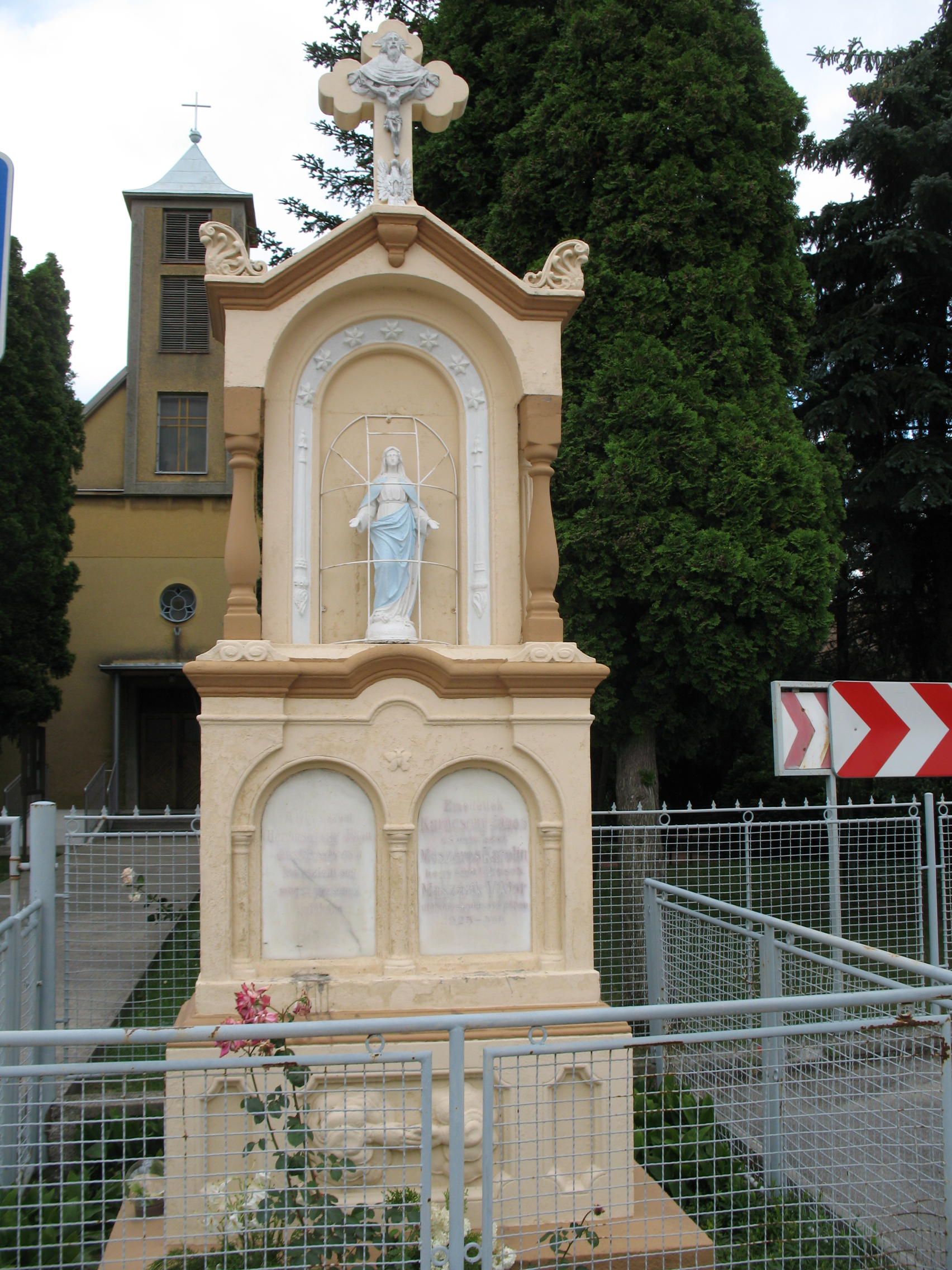
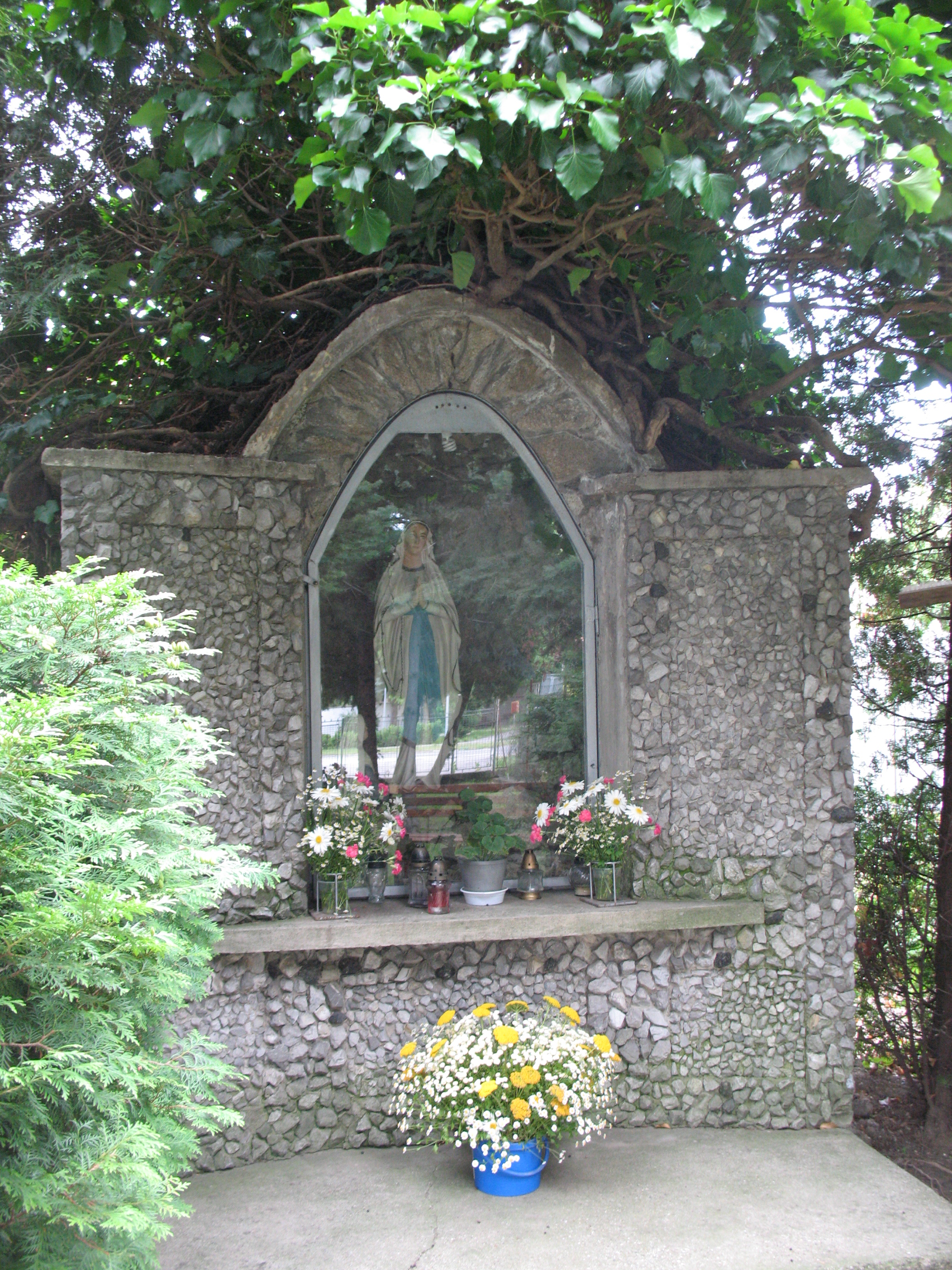
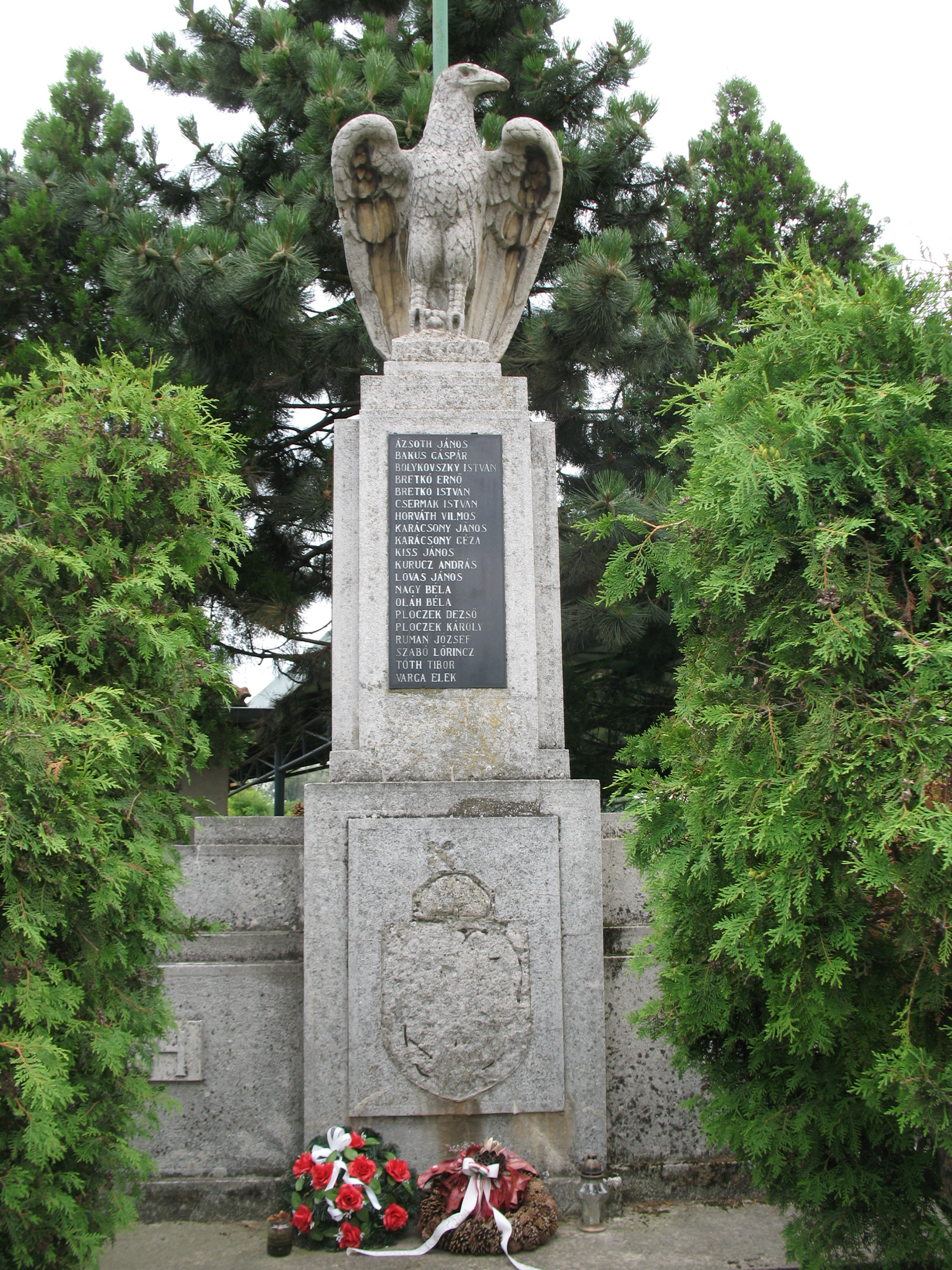

- A Szentháromság tiszteletére szentelt római katolikus temploma 1970-ben épült.
- Ökoház. Tizennégy ország építészei és mesteremberei 2010-ben szalmaházat építettek.